# Alan Crompton
Alan Crompton (sinh ngày 6 tháng 3 năm 1958) là một cựu cầu thủ bóng đá người Anh thi đấu ở vị trí tiền vệ cho Sunderland, Blackburn Rovers, Wigan Athletic và Runcorn.
Ông là cầu thủ đầu tiên vào sân thay người cho Wigan Athletic ở Football League.